# NGC 2495
NGC 2495 ist eine Spiralgalaxie vom Hubble-Typ Sd im Sternbild Luchs am Nordsternhimmel. Sie ist schätzungsweise 376 Millionen Lichtjahre von der Milchstraße entfernt.
Das Objekt wurde am 14. Februar 1855 vom irischen Astronomen R. J. Mitchell, einem Assistenten von William Parsons, entdeckt.